# Philates grammicus
Philates grammicus är en spindelart som beskrevs av Simon 1900. Philates grammicus ingår i släktet Philates och familjen hoppspindlar. Inga underarter finns listade i Catalogue of Life.